# Технологија
Технологија је употреба знање алата, технике, занатства, система и метода организације. Овим се контролише и прилагођава околина. Технологија је последица развоја науке и инжењерства, иако су неке технологије напредовале и пре развоја ова два концепта. Технологија је термин са етимолошким пореклом у грчком језику од речи technologia (τεχνολογία) — techne, τέχνη („вештина“) и logia, "λογία" („наука“). Међутим, стриктна дефиниција је елузивна; технологија се може односити на материјалне објекте, као што су машине, хардвер или алати, али се може односити и на шире теме, као што су системи, методе организовања и технике. Термин се може примењивати генерално или на специфичне области, као што су „конструкциона технологија“, „медицинска технологија“ или „врхунска технологија“.
Реч технологија се може односити и на прастаре изуме, као што је точак. Једна друга дефиниција — у употреби у области економије — сматра технологију као актуелно стање наше способности комбиновања материје да би се направили пожељни производи (и наше знање о свему што се може произвести). Следи да се могу видети технолошке промене када се унапреди наше технолошко знање.
Људска раса је почела користити технологију са претварањем богатих природних ресурса у једноставне алате. Праисторијско откриће могућности контролисања ватре је повећало количину расположивих извора хране, а откриће точка помогло је људима у кретању, као и контролисању околине. Технолошка открића, као што су штампарска преса и Интернет, су срушила све баријере у комуникацији, те су омогућила људима да комуницирају један са другим на глобалној скали. Међутим, нису све технологије искориштене у мировне сврхе; развитак оружја са све већом деструктивном моћи текао је кроз историју, од палије до нуклеарног оружја.
Технологија је утицала на друштво на многе начине, и позитивно и негативно. У многим друштвима, технологија је утицала на развитак напреднијих економија, као што је данашња глобална економија, те је омогућило издвајање лежерне класе. Међутим, многи технолошки процеси производе нежељене нус-продукте, који узрокују полуцију, црпљење природних ресурса, као и поремећај Земље и њене животне средине. Разне имплементације нове технологије утичу на вредност друштва, те постављају нова етичка питања.
Отпочеле су разне филозофске дебате о садашњој и будућој употреби технологије у друштву, са неслагањима око тога, да ли технологија унапређује стање човека или га угрожава. Неолудизам. и слични покрети критикују употребу технологије у модерном свету, тврдећи да он отуђује људе, те да уништава културу; следбеници идеологија, као што су трансхуманизам и технопрогресивизам, у развоју технологије виде добробит за људско друштво.
Донедавно се веровало да је развој и примена технологије концепт, који је везан само за људска бића, али недавне научне студије показују да и други примати (као што су шимпанзе), као и неке заједнице делфина, развили једноставне алате, те су научили да пренос то знање на следеће генерације.

## Дефиниција и употреба
Генерално гледајући, „технологија“ је однос који друштво има на својим расположивим алатима и вештинама, као и до које мере друштво може да мења своју околину. Међутим, термин се, углавном, користи у три различита контекста: када се говори о алату, техници (тј. вештини), културолошкој сили или комбинацији ова три контекста.
Технологија се дефинише као јединство, и материјалног и нематеријалног, које је настало улагањем менталног и физичког труда, у циљу постизања неке вредности. У овом контексту, технологија се односи на алате и машине које се користе да се реше овоземаљски, стварни проблеми. То је широк појам, који у себе укључује једноставне алате, као што су ћускија или дрвена кашика, али и сложене машине, као што су свемирска станица и акцелератор честица. Алати и машине не морају бити материјални; виртуална технологија, као што су софтвер и виртуалне машине, не улазе у ову дефиницију технологије.
Израз "технологија" добио је на значају у 20. веку у вези са Другом индустријском револуцијом. Значење термина се променило почетком 20. века када су амерички друштвени научници, почевши од Торстеина Веблена, превели из немачког идеју концепта Technik у "технологију". У немачком и другим европским језицима постоји разлика између технике и технологије. До 1930-их година „технологија“ се није односила само на проучавање индустријске уметности, већ и на саму уметност индустријске.
1937. амерички социолог Рид Беин написао је да "технологија укључује све алате, машине, прибор, оружје, инструменте, кућне и одевне уређаје, уређаје за комуникацију и транспорт и вештине помоћу којих их производимо и користимо". Беинова дефиниција остаје данас уобичајена међу научницима, посебно друштвеним научницима. Научници и инжењери најчешће радије дефинишу технологију као примењену науку, а не као ствари које људи праве и користе. У новије време, научници су позајмили од европских филозофа „технику“ да би проширили значење технологије на различите облике инструменталног разума, као што је то био случај у Фуковом раду о само-техникама (techniques de soi).

## Наука, инжењерство и технологија
Разлика између науке, инжењерства и технологије није увек јасна. Наука је систематско знање о физичком или материјалном свету стечено посматрањем и експериментисањем. Технологије обично нису искључиво научни производи, јер морају задовољити захтеве као што су корисност, употребљивост и сигурност.
Инжењерство је циљно оријентисан процес дизајнирања и израде алата и система за искоришћавање природних појава за практичну примену код људски, често (али не увек) користећи сазнања и технике из науке. Развој технологије може се ослањати на многа поља знања, укључујући научно, инжењерско, математичко, језичко и историјско знање како би се постигао неки практични резултат.
Технологија је често последица науке и инжењерства, иако технологија као људска активност претходи обе области. На пример, наука би могла да проучава проток електрона у електричним проводницима користећи већ постојеће алате и знање. Ово ново пронађено знање могу инжењери користити за израду нових алата и машина као што су полупроводници, рачунари и други облици напредне технологије. У том смислу, научници и инжињери могу се сматрати технолозима; ове три области се често сматрају једном за потребе истраживања и давања препорука.
О тачним односима науке и технологије посебно су расправљали научници, историчари и политички ствараоци крајем 20. века, делом и зато што се у дебати могу упознати о финансирању основне и примењене науке. На пример, у време Другог светског рата, на пример, у Сједињеним Државама се увелико сматрало да је технологија једноставно „примењена наука“ и да је за финансирање основне науке потребно благовремено прикупити технолошке резултате. Објашњење ове филозофије могло би се изричито наћи у Ваневар Бушовој расправи о послератној научној политици, Наука - Бескрајна граница: „Нови производи, нове индустрије и више радних места захтевају стална допуњавања познавања закона природе ... Ово битно ново знање се може добити само кроз основна научна истраживања. " Међутим, касних 1960-их ово је гледиште било под директним нападом, водећи ка иницијативама за финансирање науке за специфичне задатке (иницијатива којој се супротставила научна заједница). Питање остаје спорно, мада се већина аналитичара опире моделу да је технологија једноставно резултат научног истраживања.

## Историја

### Праисторија ( — 5000. п. н. е.)
Историја технологије је стара колико и човечанство. Примитивни алати су пронађени уз скоро свако налазиште остатака античких људи. Антропологисти су открили алате које су направили праљуди, а који датирају уназад више од 2 милиона година. Најранији алати, као што су ручна секира<ef>R. Bradley/M. Edmonds, Interpreting the axe trade: production and exchange in Neolithic Britain (1993).</ref> и стругач, су углавном били присутни како би помогли раним људима у њиховим улогама ловца-сакупљача. Међутим, живот ловца-сакупљача, који је био карактеристичан за рани палеолит, укључивао је ограничену употребу технологије, те су се те ране технологије ослањале на природне ресурсе, као што су камен, дрво и друге вегетације, кости и остале животињске нус-продукте, да би направили једноставне алате, као што је палија.
Откриће, употреба, те касније владање ватром, једноставним извором енергије, који има много примена, је била прекретница у технолошком развоју човечанства. Жар се узимала из вулкана или од запаљеног објекта након удара муње, те би се из те жари настао пламен. Ватра, за коју се тадашњи људи дрво и угаљ, дозвољавала им је да кувају храну, те да се огреју, нарочито током зиме. Ватра је, такође, повећала могућност настањивања људи на тада неприступачна места, те им је омогућила ефикаснији лов; дрвена копља са окаљеним врховима су кориштена још од 250.000. године п. н. е. Дрво, глина и камен (укључујући и кремен) су неки од најстаријих материјала који су обрађивани ватром, углавном због прављења предмета, као што су оружје, грнчарија, цигле и цемент.

### Антика (5000. п. н. е. — почетак нове ере)
Даља унапређења довела су до развоја пећи, које су омогућиле топљење и ковање метала (који су се јављали у природи у релативно чистој форми). Злато, бакар, сребро и олово су били неки од тих метала. Предности бакарног над каменим, коштаним и дрвеним алатима су биле очите раним људима, те се бакар почео користити од раног неолитика (око 8000. године п. н. е.). Бакар се не јавља у природи у великим количинама, али бакарних руда има много, из којих се, загријавањем и топљењем, добија метал. На крају, рад са металима довео је до проналаска легура, као што су бронза и месинг (око 4000. године п. н. е.). Прва употреба жељезних легура, као што је челик, датира из 1400.тих година п. н. е.
У међувремену, људи су почели владати и другим формама енергије. Најстарија знана употреба снаге ветра је у једрењацима. Најстарији податак о кориштењу бродова нађен је у Египту и датира још из око 3200.те године. п. н. е. Од праисторијских времена, Египћани су, вероватно, користили „снагу Нила“, годишње поплаве, како би наводњавали своју земљу, да би постепено научили да је контролишу преко изграђених канала за наводњавање и базена за акумулацију воде. Слично, народи Месопотамије, Сумери, су научили да користе реке Тигрис и Еуфрат за исте сврхе.
Судећи по археолозима, точак је изумљен око 4000. године п. н. е. Изумљен је, вероватно, на подручју Месопотамије (данашњи Ирак). Тачна година овог догађаја, према научницима, налази се у интервалу од 5500. до 3000. године п. н. е., али већина стручњака мисли да је то било ближе 4000. години п. н. е. Најстарији артефакти са сликама које описују возила са точковима датирају из 3000. године п. н. е.; међутим, могуће је да се точак користио читав миленијум пре него су настали ти цртежи. Такође постоји доказ из истог периода да су се точкови користили за производњу керамике. (Важно је напоменути да први грнчарски точак, вероватно, није био правилног облика, него само неправилна округла дрвена плоча. Недавно, најстарији дрвени точак на свету је пронађен у околини Љубљане у Словенији.
Откриће тачка револуционализовало је активности попут транспорта, рата и производње керамике (за шта је, вероватно, најпре био и кориштен). Није требало дуго до открића до вагона са точковима који су могли носити тешке терете, а брзи (ротирајући) точкови су омогућили масовну производњу грнчарије. Али употреба точка као трансформатора (воденице, ветрењаче, па чак и млинова) је та која је револуционисала примену нељудске снаге.

### Технологија древне Кине
Технологија древне Кине започиње с развојем њихове цивилизације, а први развој цивилизације се опажа дуж реке Жуте реке. До 2500. п. н. е. се хиљаде каснонеолитичких села проширило дуж реке, а кад је уведена пољопривреда с наводњавањем настала су краљевства. Цар Шун, наводни утемељитељ прве династије Сја је легендаран у Кини као владар који је контролисао воде. Династија Шанг (око 1600. п. н. е. до око 1046. п. н. е.), која означава документиране почетке кинеске цивилизације, је загосподарила долином Жуте реке захваљујући широком систему наводњавања. Касније су технике наводњавања пренесене јужније, до реке Јангцекјанг. Узгој риже се из јужне Кине проширио према северу и такође је укључивао контролу воде. Током целе кинеске историје је једна од улога власти била да гради и одржава систем наводњавања. Резултат тога су многи канали, насипи, бране и вештачка језера широм Кине. Свесна владина политика заштите вода и унапријеђења пољопривреде је укључивала и исушивање, што је све захтевало укључивање великог броја сељака у присилан рад, тлаку. Рана кинеска цивилизација је градила градове са заштитним зидинама, палатама и церемонијалним средиштима. Рана кинеска држава је градила житнице и одржавала стајаћу војску. Развијена је истанчана бронзана металургија.

### Технологија старе Грчке
Технологија старе Грчке је у току читаве антике била потпуно одвојена од старогрчке науке и филозофије. Стотине малих нових технологија и техничких побољшања се појавило током 1200 година антике, попут ножног кола доданог лончарском колу, али се у целини технолошки темељ производње није променио током целог раздобља. У неким се гранама технологије, попут рударства, појавио индустријски стил производње, а постала је уобичајена и трговина на велике удаљености. Но већина производње је остала заснована на занатству и локална, а занатлије, традиционално склони скривању свог умећа, су настојали да монополишуи своје вештине, не ослањајући се на писану реч, науку или филозофију природе.

### Технологија старог Рима
Технологија старог Рима је дала највеће техничаре и инжењере античкога света и неки чак кажу да је сама римска цивилизација једно велико техничко постигнуће. Чињеница да је стари Рим дао нама познате инжењере, од којих су неки писали књиге (што уопште није било уобичајено за инжењере), попут Витрувија и Фронтина (око 40—103.) сама по себи сведочи о важности инжењерства и технологије за римску цивилизацију. Грађене су поплочене цесте, јавне зграде, спортски објекти и аквадукти. У том раздобљу није било већих открића у технологији, али су постојећа умећа и направе развијена и побољшана за упорабу у великим размерима. Римљани су били велики импровизатори, битно су побољшали постојећу технологију, али су дали тек ретке нове изуме. Мање узвишен изум, али не и мање важан за римску цивилизацију, је цемент, који је био кључна нова технологија коју су увели Римљани, а која је градњу од камена учинила много једноставнијом и јефтинијом, што је дословно зацементирало ширење Римскога царства. Док је римска технологија цветала, римске науке готово да и нема. Врло је мало дела преведено с старогрчког. Римљани нису ценили грчку математику, науку и ученост у целини. Рим није дао научнике. То збуњује оне који сматрају да су наука и технологија увек и нужно повезане.

### Модерна историја (Почетак нове ере — садашњост)
У алате се убрајају и једноставне машине (као што су полуга, вијак и котур), и сложеније машине (као што су брава, машина, електрични генератор и електрични мотор, рачунар, радио, те свемирска станица, као и многе друге).
Како алати постају сложенији, тако постаје и сложеније знање, које је потребно за руковање истим. Комплексне модерне машине захтевају целе библиотеке написаних техничких приручника са сакупљеним информацијама, које су континуирано повећавали и унапређивали њихови дизајнери, градитељи, људи задужени за њихово одржавање. Штавише, ови алати су постали тако комплексни, да постоји инфраструктура од мање комплексних алата, процеса и праксе, која је у функцији подршке тим алатима, укључујући и инжењерство, медицину и науку о рачунарима. Комплексне технике мануфактуре и конструисања, као и организације, су неопходне како би се такви алати конструисали и одржавали. Читаве индустрије су израсле како би подржале настанак следећих генерација још сложенијих алата.

## Филозофија

### Техницизам
Уопштено, техницизам је веровање у корисност технологије за побољшање људских друштава. Узето до крајности, техницизам „одражава основни став који има за циљ да контролише стварност, да реши све проблеме коришћењем научно-технолошких метода и алата.“ Другим речима, људска бића ће једног дана моћи да савладају све проблеме и вероватно чак и контролисати будућност користећи технологију. Неки, попут Стефана В. Монсме, повезују ове идеје са одрицањем од религије као вишег моралног ауторитета.

### Оптимизам
Оптимистичке претпоставке дају заговорници идеологија као што су трансхуманизам и сингуларитарност, који технолошки развој сматрају опште корисним ефектима на друштво и људско стање. У овим идеологијама, технолошки развој је морално добар.
Трансхуманисти углавном верују да је смисао технологије у превазилажењу баријера и да је оно што обично називамо људским стањем само још једна баријера коју треба превазићи.
Сингуларитарци верују у неку врсту "убрзавајуће промене"; да се брзина технолошког напретка убрзава како добијамо више технологије, и да ће то кулминирати „сингуларношћу“ након што се измисли општа вештачка интелигенција у којој је напредак готово бесконачан; отуда и термин. Процене за датум ове Сингуларности варирају, али истакнути футуриста Реј Курцвеил процењује да ће се Сингуларност појавити 2045. године.
Курцвеил је такође познат по својој историји универзума у шест епоха: (1) физичка/хемијска епоха, (2) животна епоха, (3) епоха човека/мозга, (4) епоха технологије, (5) епоха вештачке интелигенције и (6) епоха свемирске колонизације. Прелазак из једне епохе у другу сам по себи је Сингуларност, а претходи му и период убрзавања. Свака епоха траје краће време, што значи да је цела историја универзума један џиновски догађај сингуларности.
Неки критичари виде ове идеологије као примере сајентизма и техно-утопијанизма и плаше се појма унапређеног људског организма и јединства технологије и човека који подржавају. Неки су чак Карла Марка описали као техно-оптимисту.

## Технологија у идеологији
Често, кад је нешто ново, сматра се бољим у технолошким и инжењерским круговима. Појам одговарајуће технологије се развио у 20. веку да опише случајеве или када није било пожељно употребити најновије технологије или те које су захтевале приступ некој централизованој инфраструктури или опрему и вештине увезене од негде другде. Еко-сеоски покрет (eco-village) је нарастао делимично као реакција на ову бригу.
Средња технологија, више брига економике, односи се на компромисе међу скупим, централизованим технологијама развијених земаља и тих технологија које су за земље у развоју најделотворније за употребу, имајућу у виду високу незапосленост или мањак средства.
Ти који промовишу трансхуманизам (transhumanism), постхуманизам (posthumanism) и технолошка јединственост (technological singularity) - појмове које је Хуго де Гарис (Hugo de Garis) колективно назвао Космосним - праве потпуно супротне претпоставке. У овим идеологијама, развој технологије је морално добро. Ове идеологије су најчешће посматране као симптоми природе науке и математичког фетишизма оних који те термине употребљавају. Неки их такође сматрају симптомима капитализма.

### Теорије и концепти у технологији
Главни списак: Теорије технологије
- Погодна технологија
- Дифузија иновација
- Постхуманизам
- Принципи мера опреза
- Стратегија технологије
- Техно-прогресивизам
- Технокритицизам
- Технолошка еволуција
- Технолошки детерминизам
- Технолошки сингуларитет
- Технолошко друштво
- Технореализам
- Трансхуманизам

### Економика технологије
- Технокапитализам
- Технолошка дифузија
- Технолошки модел прихватљивости
- Технологија животног циклуса
- Пренос технологије